# Coxelus pictus
Coxelus pictus là một loài bọ cánh cứng trong họ Zopheridae. Loài này được Sturm miêu tả khoa học năm 1807.